# Гимпу, Михай Фёдорович
Миха́й Фёдорович (Теодорович) Ги́мпу (рум. Mihai Ghimpu; род. 19 ноября 1951, с. Колоница, Кишинёвский район, Молдавская ССР, СССР) — молдавский государственный и политический деятель. Исполняющий обязанности Президента Республики Молдова с 11 сентября 2009 по 28 декабря 2010 года. Председатель Парламента Республики Молдова с 28 августа 2009 по 28 декабря 2010 года. Почётный председатель Либеральной партии.

## Биография

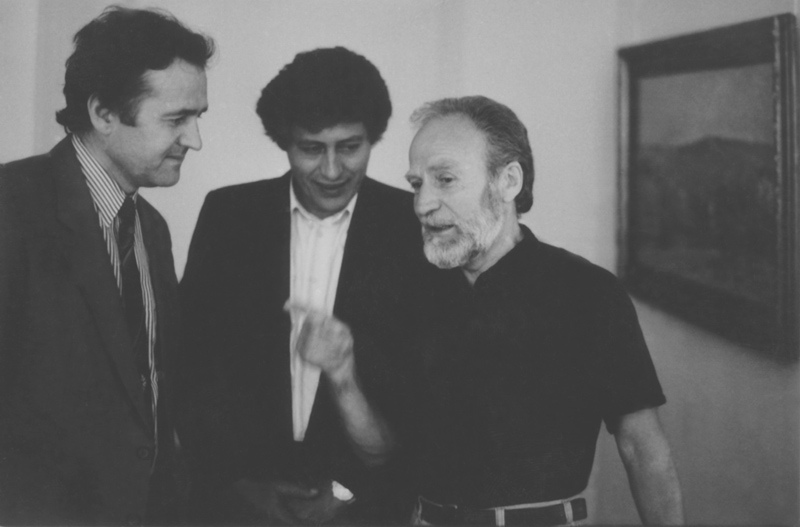
Слева направо: поэт Ион Хадыркэ, Михай Гимпу и артист Михай Грати

Михай Гимпу родился 19 ноября 1951 года в деревне Колоница Кишинёвского района Молдавской ССР в семье Ирины Харлампиевны Урсу и Тюдора Гимпу, в которой так же выросли его братья Георгий, Визарион и Семён, и сестра Валентина. Гимпу считает себя румыном. Окончил Кишинёвский государственный университет, по специальности юрист, работал адвокатом и шефом адвокатского бюро «Кредо». В 1978—1990 годах Гимпу работал юристом, возглавлял юридические отделы различных предприятий, а также являлся судьёй одного из административных секторов Кишинёва.
В конце 1980-х годов он стал одним из основателей Народного фронта Молдовы (НФМ). В 1990 году был избран в парламент и вошёл во фракцию Народного фронта. Покинул организацию в 1993 году. В 1994 году был избран депутатом парламента Республики Молдова от Блока крестьян и интеллигенции. В 1997 году Гимпу возглавил созданную в 1993 году Партию Реформ (ПР). В апреле 2005 года партия изменила своё название и стала именоваться Либеральной партией (ЛП). С 2007 по 2008 год был председателем Муниципального совета Кишинёва.

## Политическая деятельность
- 1988—1993: Один из основателей и член исполкома Народного фронта Молдовы.
- 1990—1998: Депутат парламента Республики Молдова, вице-председатель юридического комитета.
- C 1998 года, председатель Либеральной партии.
- С 2007 года, депутат от Либеральной партии в муниципальном совете Кишинёва.
- 2007—2008: председатель Муниципального совета Кишинёва.

### Председатель парламента Республики Молдова
28 августа 2009 года Михай Гимпу был избран председателем парламента Республики Молдовы. Его кандидатура была одобрена всеми четырьмя партиями, вошедшими в Альянс за европейскую интеграцию (АЕИ). Избрание председателя нового парламента проходило без 48 депутатов от правящей в Республике Молдова с 2001 по 2009 год Партии коммунистов Республики Молдова (ПКРМ). Представители Партии коммунистов Республики Молдова сочли проведение заседания и избрание спикера незаконным и подали заявление в Конституционный суд Республики Молдова. 8 сентября Конституционный суд Республики Молдова признал законным избрание Михая Гимпу председателем парламента, отклонив жалобу Партии коммунистов Республики Молдова.

### На посту и. о. президента Республики Молдова

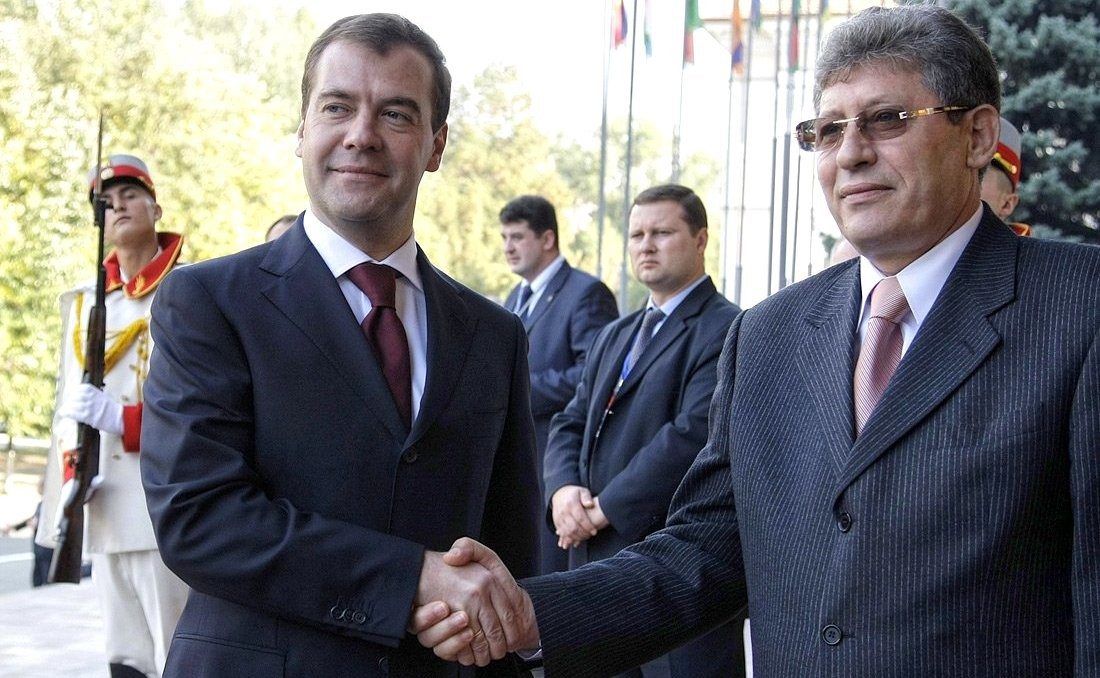
Дмитрий Медведев и Михай Гимпу, 9 октября 2009 год, Кишинёв, саммит СНГ

11 сентября 2009 года президент Республики Молдова Владимир Воронин подал в отставку. В тот же день Михай Гимпу стал исполняющим обязанности президента Республики Молдова. 17 сентября он издал указ, отменяющий визовый режим с Румынией, введённый прежним президентом. В вопросе урегулирования приднестровского конфликта Гимпу потребовал безоговорочного вывода из Приднестровья российских войск. В начале ноября 2010 года Михай Гимпу отправил генеральному секретарю НАТО Андерсу Фог Расмуссену письмо с просьбой помочь склонить Москву вывести свои войска из Приднестровья, поскольку российские войска являются «не только постоянным источником угрозы безопасности Молдовы, но и подпитывают приднестровский сепаратизм».
Отказался участвовать в Параде Победы в Москве 9 мая 2010 года, мотивируя это тем, что «побеждённым там делать нечего». Однако военнослужащие Вооружённых сил Молдовы все же приняли участие в параде, несмотря на отказ Гимпу от визита в Москву и его запрет на участие молдавских военных в мероприятиях по случаю 65-й годовщине победы в Великой Отечественной войне.
24 июня 2010 года Михай Гимпу подписал указ о назначении 28 июня 1940 года днём советской оккупации, постановил сделать эту дату Днём памяти жертв советской оккупации и тоталитарного коммунистического режима, ежегодно проводить траурные мероприятия с приспущиванием государственных флагов Республики Молдова, установить на центральной площади города памятник жертвам советской оккупации. Также в тексте указа и. о. президента отмечает, что Россия, как правопреемница СССР, должна незамедлительно и безоговорочно вывести войска и вооружения, расположенные на территории самопровозглашённой Приднестровской Молдавской Республики. Указ вызвал неоднозначную реакцию среди некоторых граждан и политиков Республики Молдова. Однако Конституционный суд Республики Молдова признал указ незаконным и отменил его. Эти реформы вызвали протесты в Республике Молдова.
28 сентября 2010 года Михай Гимпу как исполняющий обязанности президента Республики Молдова подписал указ о роспуске парламента и назначил досрочные парламентские выборы на 28 ноября 2010 года.

### Депутат парламента
По результатам парламентских выборов 28 ноября 2010 года Либеральная партия (ЛП) под руководством Михая Гимпу получила голоса 9,96 % избирателей и 12 депутатских мандатов в парламенте Республики Молдова, снизив тем самым своё представительство в парламенте на 3 мандата. В течение месяца велись переговоры о создании правящей коалиции между Либеральной партией и Либерал-демократической партией Молдовы (ЛДПМ) с одной стороны и Демократической партией Молдовы (ДПМ) с другой стороны. В результате переговоров 30 декабря 2010 года лидеры ЛДПМ, ДПМ и ЛП подписали соглашение о создании Альянса «За европейскую интеграцию II». Согласно соглашению Мариан Лупу временно занимает должность председателя парламента и и. о. президента до его избрания президеном Республики Молдова. После избрания Мариана Лупу президентом, Михай Гимпу должен был занять должность председателя парламента.
После неизбрания президента на президентских выборах 16 декабря 2011 года, 28 декабря Мариан Лупу объявил о том, что не будет баллотироваться на должность президента страны. 16 марта 2012 года Николай Тимофти был избран президентом Республики Молдова голосами 62 депутатов парламента, включая и депутатов Либеральной партии.

### Раскол в Либеральной партии. Переход в оппозицию
13 февраля 2013 года Альянс «За европейскую интеграцию II» прекратил своё существование после того, как лидер либерал-демократов Владимир Филат заявил, что руководимая им партия выходит из Соглашения о создании АЕИ. 5 марта 2013 года правительство Филата было отправлено в отставку голосами 54 депутатов ПКРМ, ДПМ, ПСРМ и 2 неприсоединившимися депутатами. Михай Гимпу заявил, что руководимая им партия поддерживает отставку правительства, однако воздрерживается от голосования, так как инициатива об отставке правительства исходила от коммунистов. После отставки правительства либералы будут требовать отставки президента Николая Тимофти, если тот вновь предложит кандидатуру Владимира Филата на пост премьер-министра.
12 апреля 2013 года 7 депутатов, 2 министра, 5 заместителей министров и лидеры территориальных организаций Либеральной партии объявили о создании Совета по реформированию Либеральной партии. Члены Совета обвинили Михая Гимпу в авторитаризме, потребовали организации съезда партии и назначения Дорина Киртоакэ главой ЛП. На следующий день, 13 апреля 2013 года Республиканский совет ЛП под председательством Михая Гимпу исключил из партии 5 депутатов, 2 министров, 5 вице-министров, которые вошли в совет по реформированию ЛП, обвинив их в предательстве.
30 мая 2013 года председатель парламентской фракции ЛП, лидер Совета по реформированию ЛП Ион Хадыркэ, от имени Либеральной партии, председатель ЛДПМ Владимир Филат и председатель ДПМ Мариан Лупу подписали соглашение о создании «Коалиции проевропейского правления». В этот же день голосами 58 депутатов ЛДПМ, ДПМ, либералов-«реформаторов» и некоторых независимых депутатов, было утверждено правительство под руководством Юрия Лянкэ. 5 депутатов под руководством Гимпу заявили, что воздерживаются при голосовании, однако такой вариант не был предусмотрен регламентом, поэтому их голоса признаны недействительными. В результате утверждения правительства Лянкэ все государственные чиновники, выдвинутые Либеральной партией, были отправлены в отставку. Т.о. партия Михая Гимпу перешла в оппозицию.
22 июня 2013 года члены Совета по реформированию Либеральной партии объявили, что отказываются от идеи реформировать ЛП и создадут собственную партию, который назвали Либерал-реформаторской партией Молдовы.
Осенью 2016 года был выдвинут Либеральной партией в качестве кандидата на президентских выборах 30 октября.

## Отношение к Румынии
Про свою принадлежность и взгляды Михай Гимпу говорит: «Я румын, я унионист». В интервью газете «Коммерсантъ» он заявил: «Румыния — не просто сосед. Мы один народ, но два государства». В одном из популярных телешоу молдавского телевидения «Поздним вечером с Дорином Скобиуалэ» ведущий задаёт вопрос: «Михай, вы не раз говорили, что можете на глаз отличить родную румынскую землю. У меня для вас провокационный вопрос: в каком она горшочке?», после чего Гимпу безошибочно определил, в каком горшочке — земля из Румынии.
В одном из выступлений в декабре 2009 года Гимпу заявил: «Всю жизнь я знал, на каком языке разговариваю, может быть, за исключением первых месяцев жизни. Всегда разговаривал по-румынски и писал латинской графикой. Я не могу сказать, что являюсь дако-славянином, если я дако-римлянин».
Тем не менее, в своем интервью «Комсомольской правде» в феврале 2010 года Гимпу сделал заявление, что румынский язык вовсе не означает объединения с Румынией, как испанский язык на Кубе не означает объединения Кубы с Испанией и что идеи об объединении ему приписывают политические спекулянты.

## Семья
Женат. Детей нет.
Брат Михая Гимпу — Георге, являлся советским диссидентом, приговорённым в 1972 году к шести годам лишения свободы за антисоветскую деятельность, выступал также за объединение Молдавии и Румынии. Михай Гимпу позднее в должности и. о. президента указом о награждении «борцов против тоталитарного коммунистического оккупационного режима» посмертно наградит своего брата Орденом Республики.
Племянник — Дорин Киртоакэ в 2007 году в результате победы на выборах стал примаром Кишинёва. В 2011 году повторно победил на выборах, оставшись в должности генерального примара на второй срок. В 2015 году вновь одержал победу на выборах, оставшись в должности генерального примара на третий срок. 25 мая 2017 года Дорин Киртоакэ был арестован членами Национального отдела по борьбе с коррупцией вместе с другими членами примэрии.

## Награды
- Кавалер цепи Ордена Звезда (Румыния, 26 января 2010)[31][32][33]
- Орден Республики (Молдавия, 31 августа 2012) — в знак высокого признания особых заслуг перед государством, за значительный вклад в движение национального освобождения и постоянную поддержку демократических ценностей[34][35]